# Борепер (Приморска Сена)
Борепер (фр. Beaurepaire) насеље је и општина у северној Француској у региону Горња Нормандија, у департману Приморска Сена која припада префектури Авр.
По подацима из 2011. године у општини је живело 496 становника, а густина насељености је износила 175,27 становника/km². Општина се простире на површини од 2,83 km². Налази се на средњој надморској висини од 125 метара (максималној 132 m, а минималној 47 m).

## Демографија
| 1962. | 1968. | 1975. | 1982. | 1990. | 1999. | 2011. |
| ----- | ----- | ----- | ----- | ----- | ----- | ----- |
| 220   | 223   | 197   | 254   | 337   | 393   | 496   |

График промене броја становника у току последњих година